# Anthanassa crithona
Anthanassa crithona är en fjärilsart som beskrevs av Osbert Salvin 1871. Anthanassa crithona ingår i släktet Anthanassa och familjen praktfjärilar. Inga underarter finns listade i Catalogue of Life.